# Dampierre-en-Yvelines
Dampierre-en-Yvelines je francouzská obec v departementu Yvelines v regionu Île-de-France, asi 40 km jihozápadně od Paříže a asi 20 km od Versailles. V roce 2014 zde žilo 1 040 obyvatel.

## Poloha obce
Sousední obce jsou: Les Essarts-le-Roi, Choisel, Lévis-Saint-Nom, Le Mesnil-Saint-Denis, Saint-Forget a Senlisse.

## Vývoj počtu obyvatel
Počet obyvatel

## Pamětihodnosti
- Zámek Dampierre, postavený v letech 1675-1683 podle plánů J. Hardouin-Mansarta pro vévodu de Luynes. V hudebním sále zámku je freska "Zlatý věk" od J.-A.-D. Ingrese.
- Rozsáhlý zámecký park
- Kostel svatého Petra ze 13. století, přestavěný v 19. století
- Železný dům, prototyp ocelového montovaného domku, vystavený na světové výstavě v Paříži 1889.

### Galerie

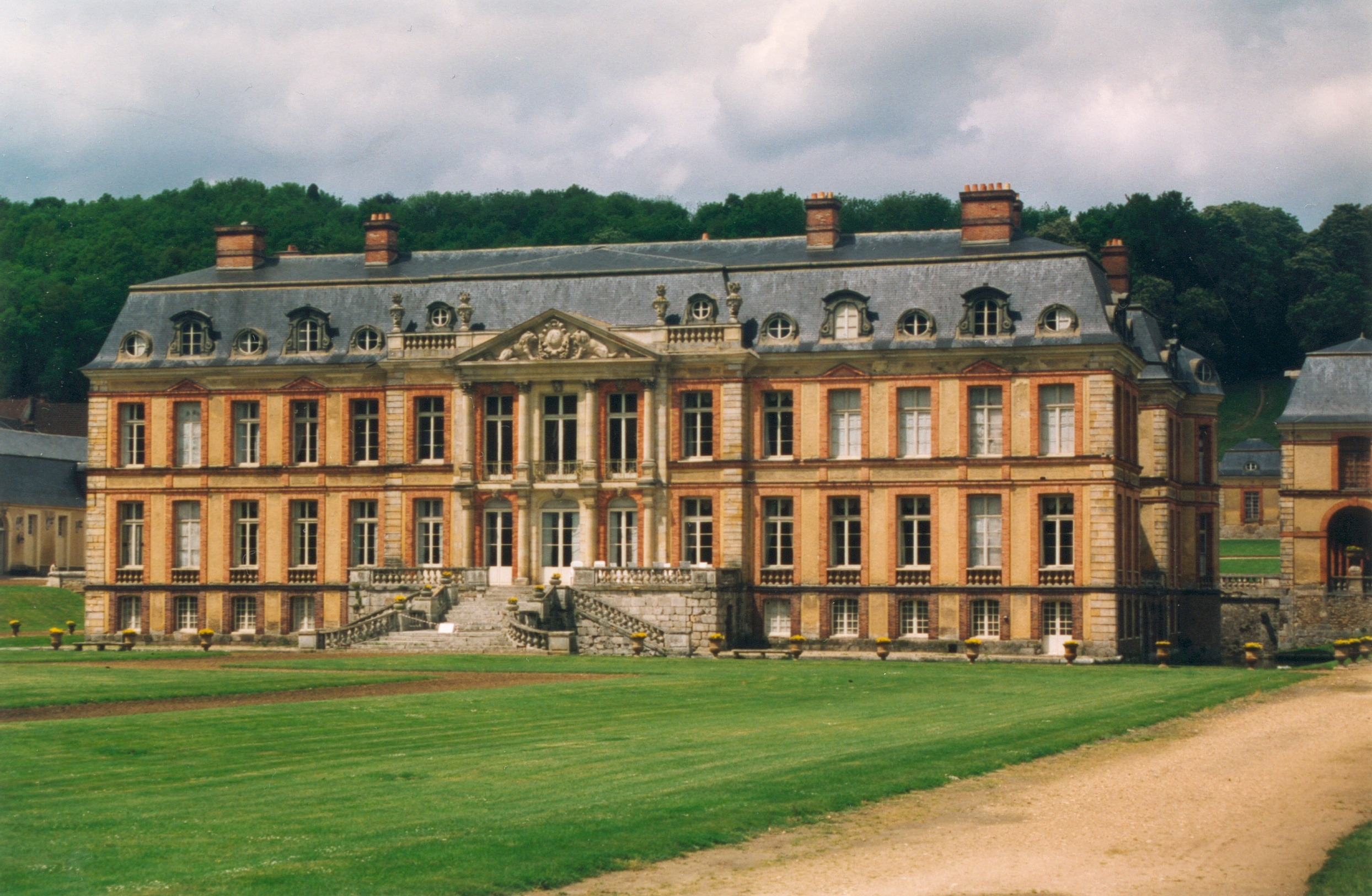
Zámek Dampierre
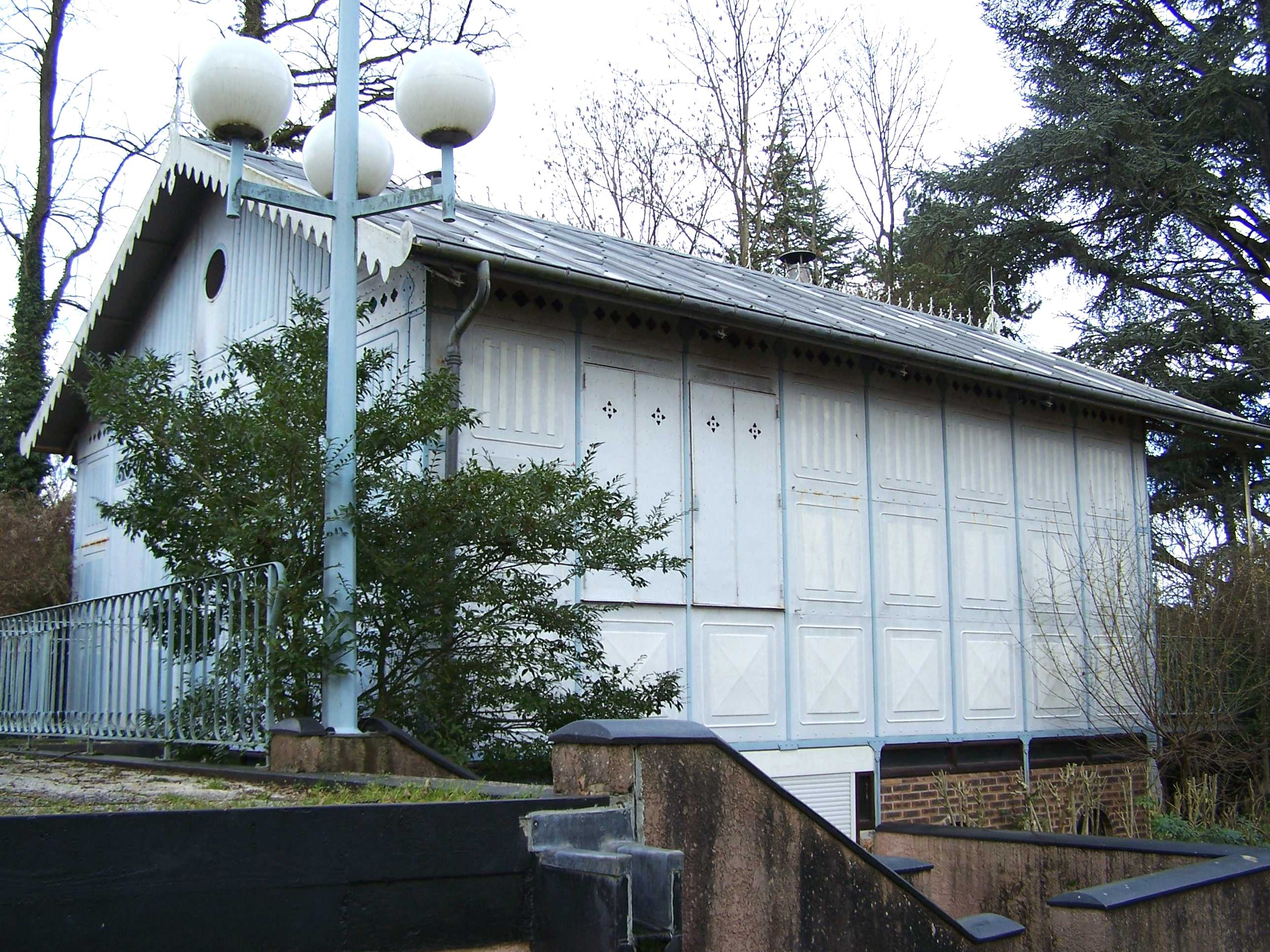
Železný dům